# Grupo II de la URBA
La Primera A es la segunda división de la Unión de Rugby de Buenos Aires. A través del mismo se clasifica al Top 12.
Los equipos participantes disputan partidos todos contra todos a dos ruedas. El mejor equipo asciende directamente a la primera división, mientras que del 2° al 5° puesto juegan semifinal y final para ganarse el segundo lugar en el ascenso al Top 12 de la URBA. Los 2 últimos equipos descienden directamente a la Primera B.

## Equipos participantes 2023
| Equipo                                       | Localidad                  |
| -------------------------------------------- | -------------------------- |
| Club Champagnat                              | Pilar                      |
| Club Pueyrredón                              | Benavídez                  |
| Olivos Rugby Club                            | Olivos                     |
| Club San Albano                              | Burzaco                    |
| Lomas Athletic Club                          | Lomas de Zamora            |
| Asociación Deportiva Francesa                | Del Viso                   |
| Club y Biblioteca Mariano Moreno             | La Reja                    |
| Club Atlético Banco de la Nación Argentina   | Vicente López              |
| Curupaytí Club de Rugby                      | Hurlingham                 |
| Rugby Club Los Matreros                      | Morón                      |
| Club San Cirano                              | Villa Celina               |
| Club de Rugby Los Tilos                      | La Plata                   |
| Club Regatas de Bella Vista                  | Bella Vista (Buenos Aires) |
| Club Atlético Ferrocarril General San Martín | Villa Raffo                |